# 弗洛伦斯·塞里奇
弗洛伦斯·塞里奇（Florence Seriki, MFR，1963年8月16日—2017年3月3日），尼日利亚女性工程师，是欧马泰克风险投资公司（-{
Omatek Ventures PLC}-）的创始人、总经理。

## 生平
塞里奇家族来自三角州，她出生于拉各斯。1975年至1980年，她在亚巴萨博的里根纪念浸信会中学接受中学教育，然后进入拉各斯的联邦科学学校学习A-Level课程。她在伊费大学（现在的奥巴费米-阿沃洛沃大学）获得了科学学士学位。
1993年，在由美国驻尼日利亚大使馆商务处组织的CTO展览期上，塞里奇推出了欧马泰克品牌（Omatek）电脑，这是尼日利亚国产电脑的首次尝试。2003年，她成为首位生产尼日利亚制造的电脑机箱、扬声器、键盘和鼠标的非洲企业家，该公司生产的欧马泰克台式电脑、笔记本、服务器及其所有部件均在尼日利亚本土制造。
弗洛伦斯·塞里奇有一个儿子、两个女儿。2017年3月3日，她因胰腺癌，在拉各斯大学教学医院去世。

## 荣誉
弗洛伦斯·塞里奇荣获的荣誉有：
- 最迷人的尼日利亚人（MFN）——新闻功绩服务
- 十年来最杰出/创新的公司——2010年非洲数字奖
- 2010年年度计算机硬件——国家信息技术优秀奖
- 2010年度最佳计算机公司——西非信息和通信技术发展奖
- 专业奖学金奖——尼日利亚计算机协会
- 尼日利亚美国商会青年企业家奖
- 2003年度杰出女企业家
- 2005年夸梅恩克鲁玛博士优秀企业奖
- 2003年年度最佳IT女性